# Chapelle de Trégranteur
La chapelle de Trégranteur est située  au lieu-dit "Trégranteur", de la commune de Guégon dans le Morbihan.

## Historique
La chapelle de Trégranteur fait l’objet d’une inscription au titre des monuments historiques depuis le 6 octobre 1925.
La chapelle est dédiée à saint Melec.

## Description
La chapelle est édifiée en forme de croix latine.
Une colonne de justice trône devant le portail principal.

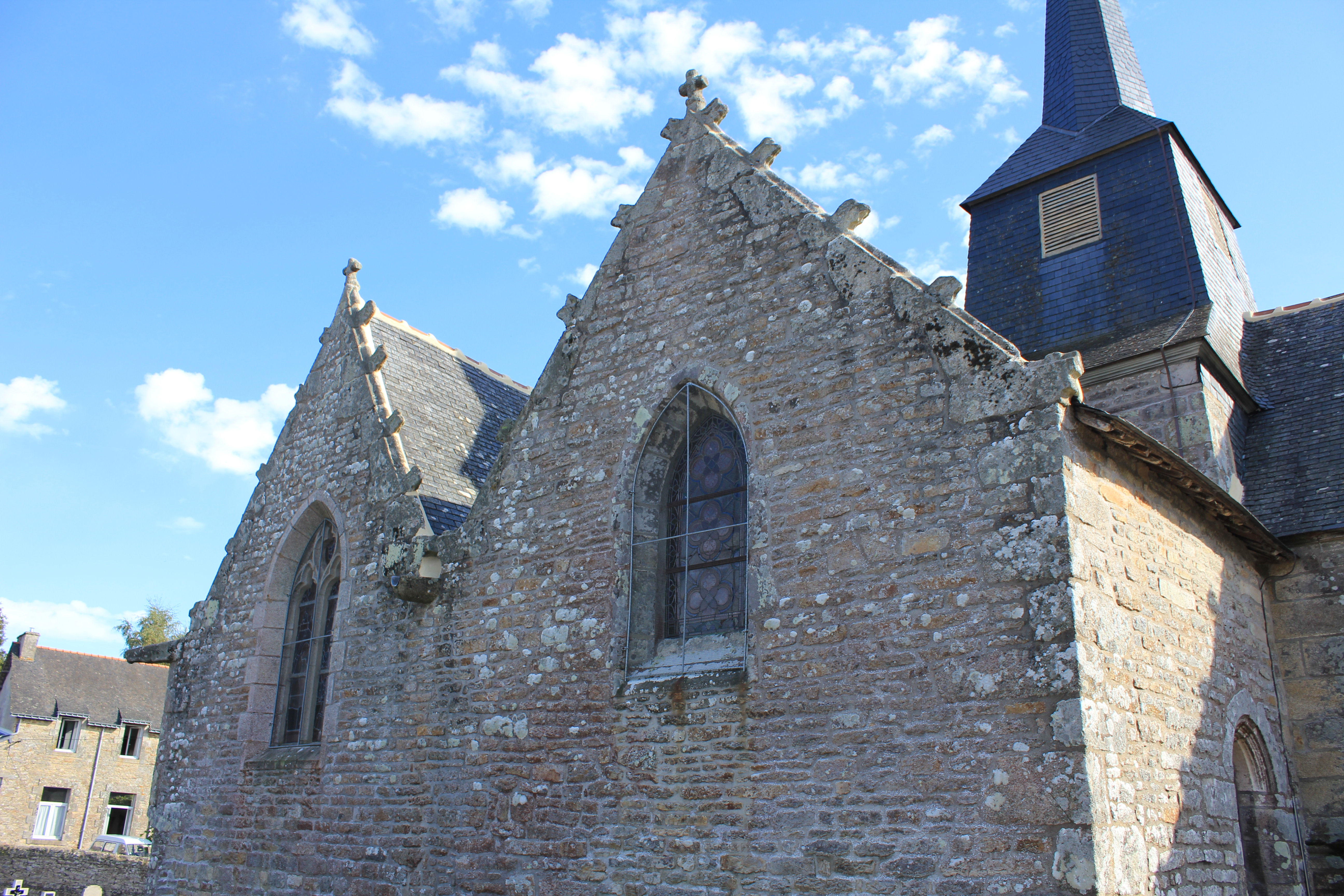
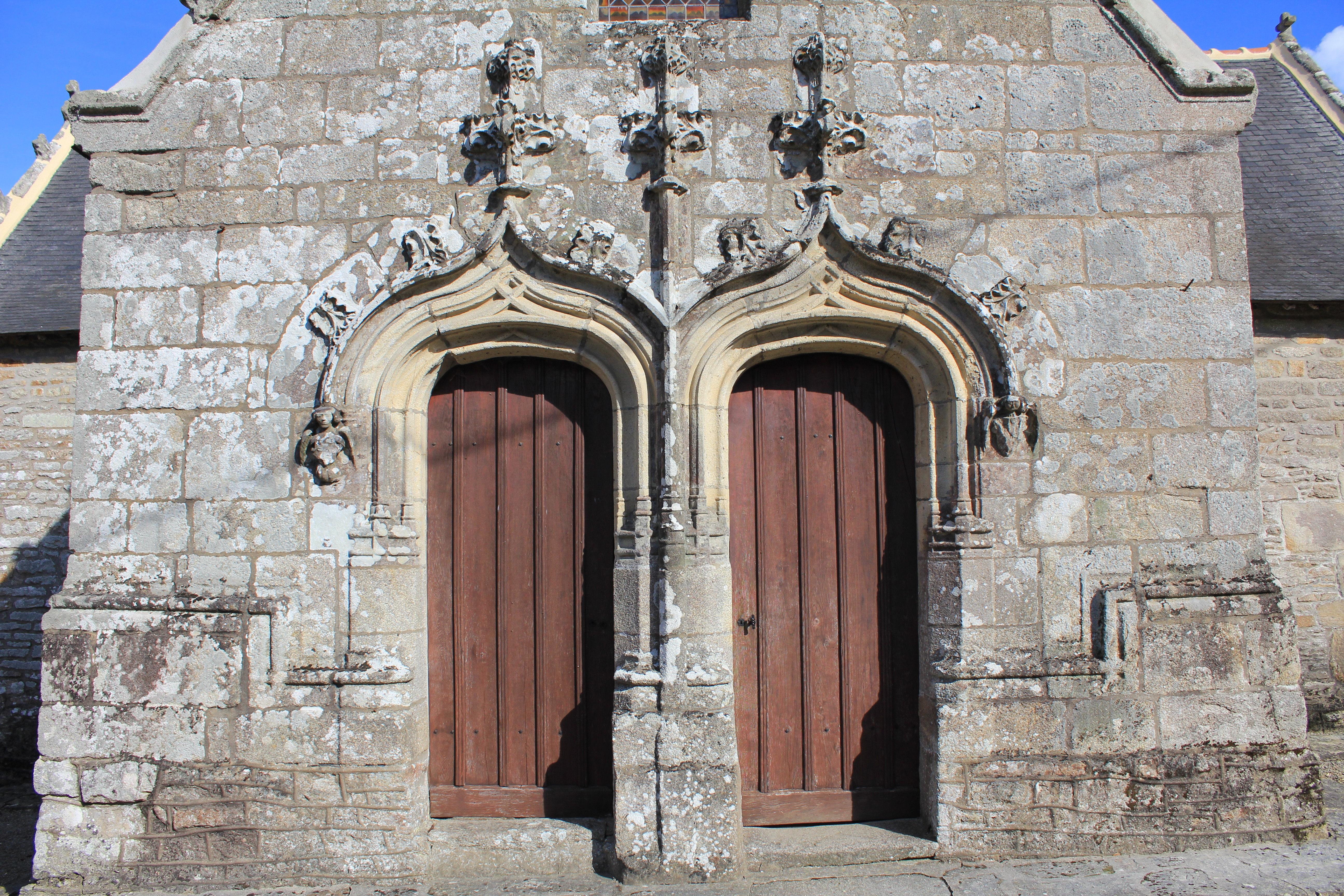
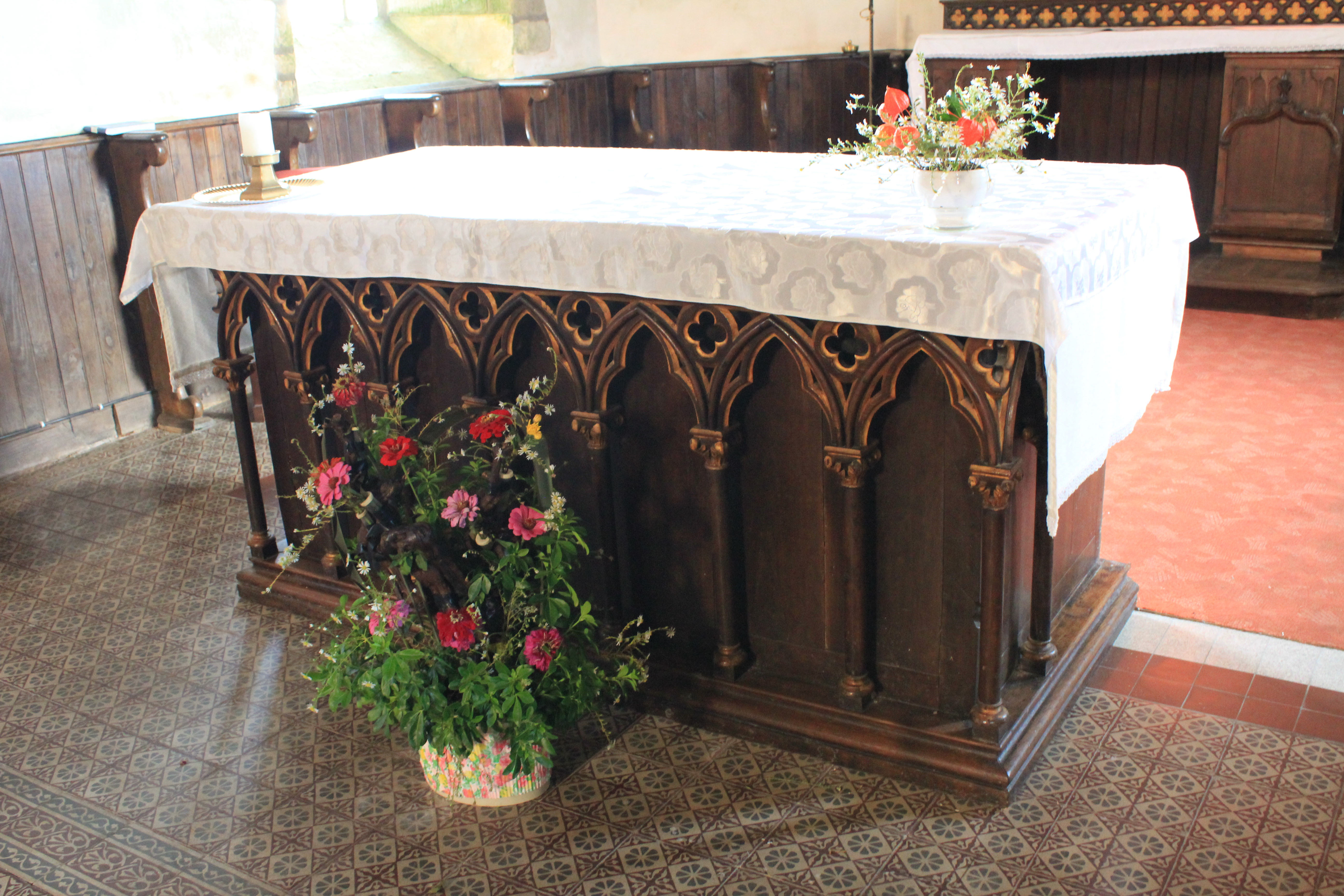
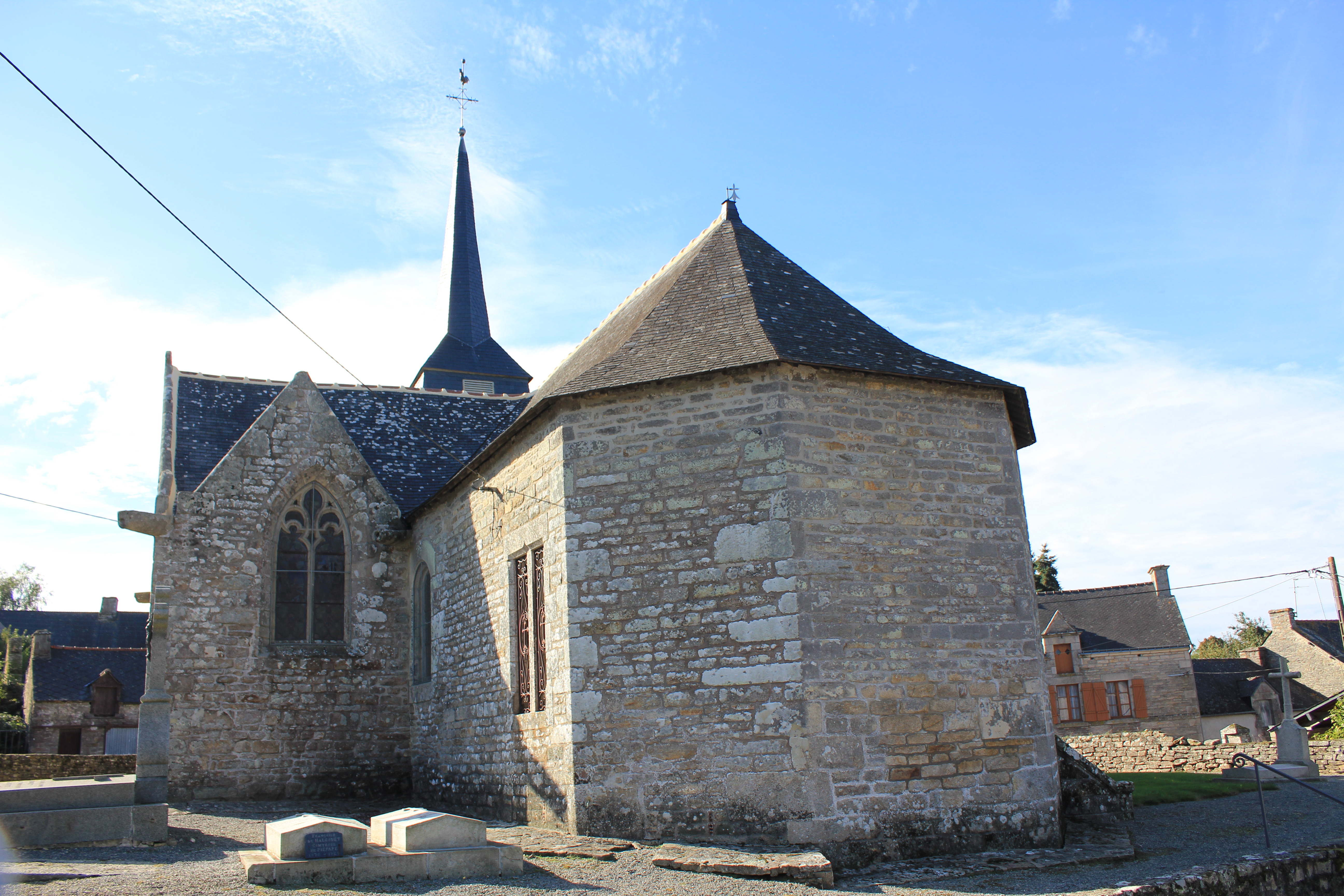
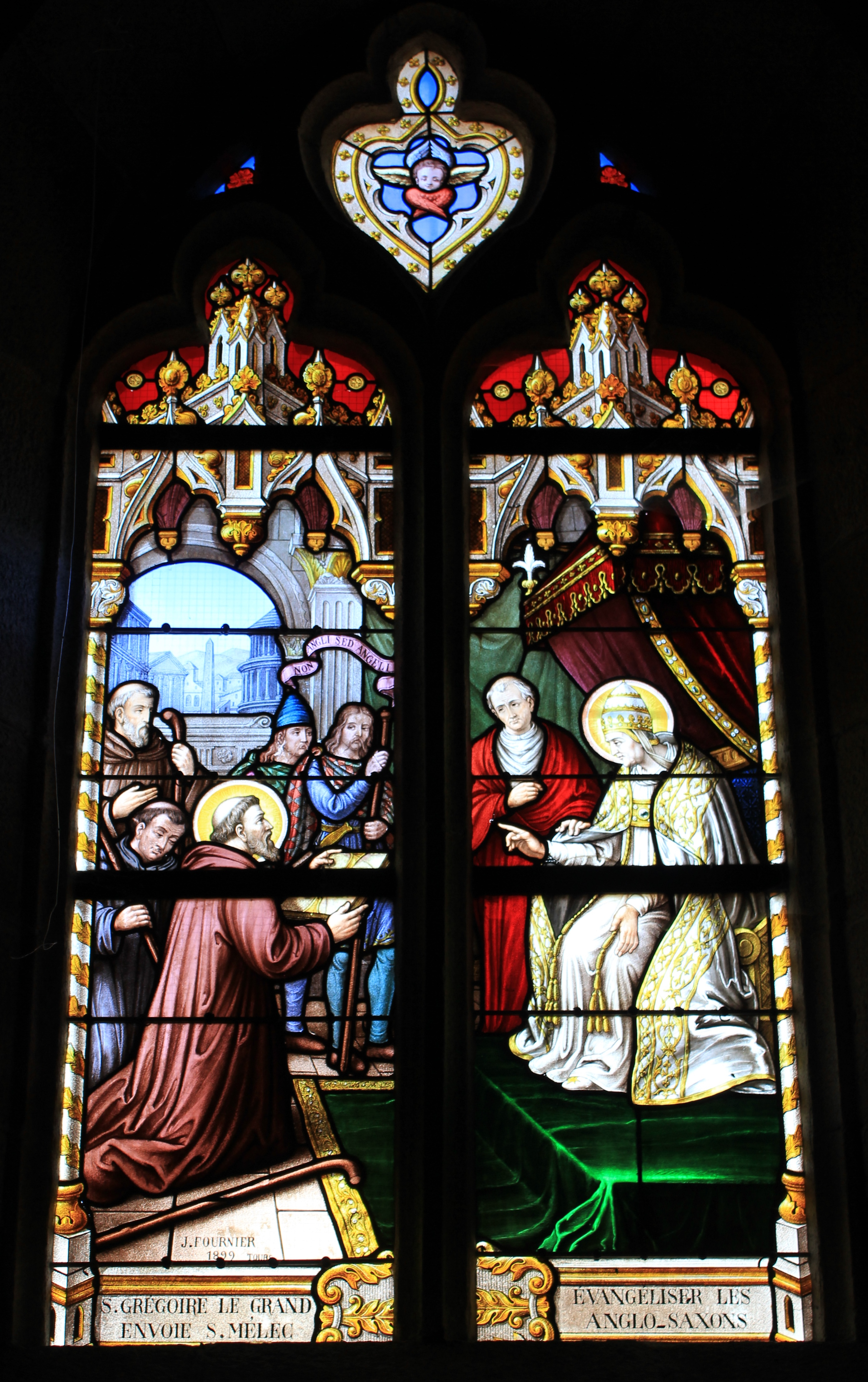
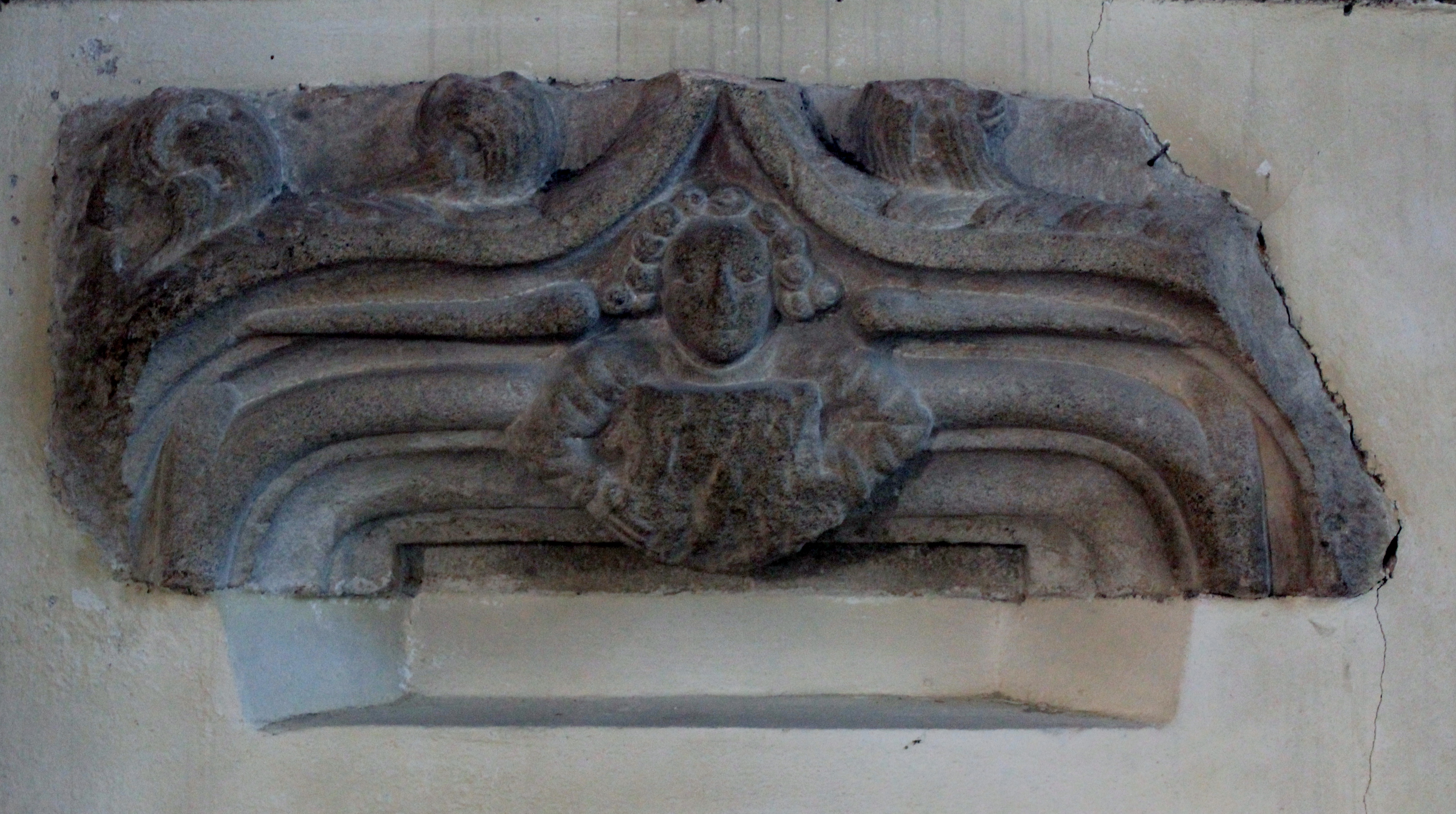
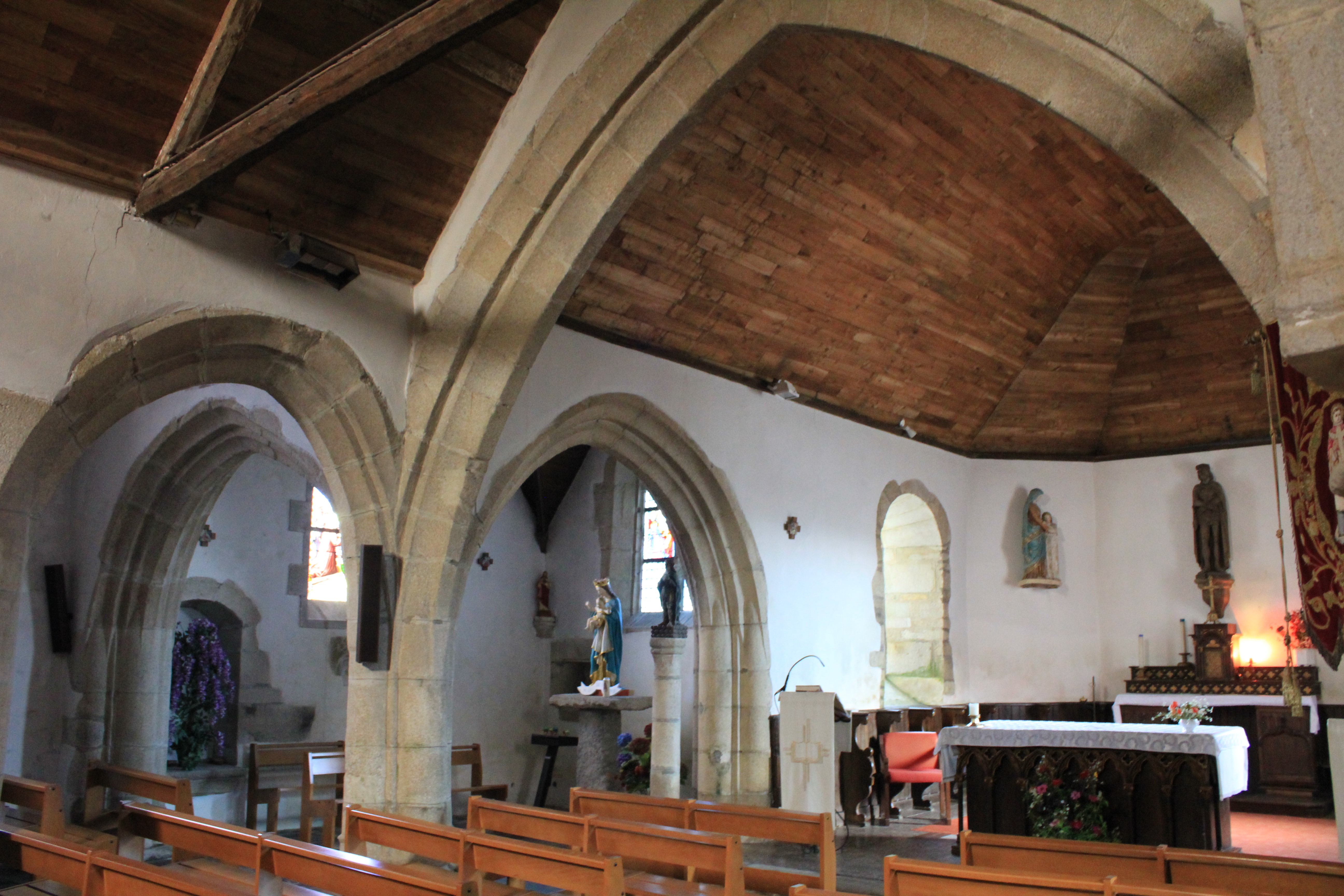
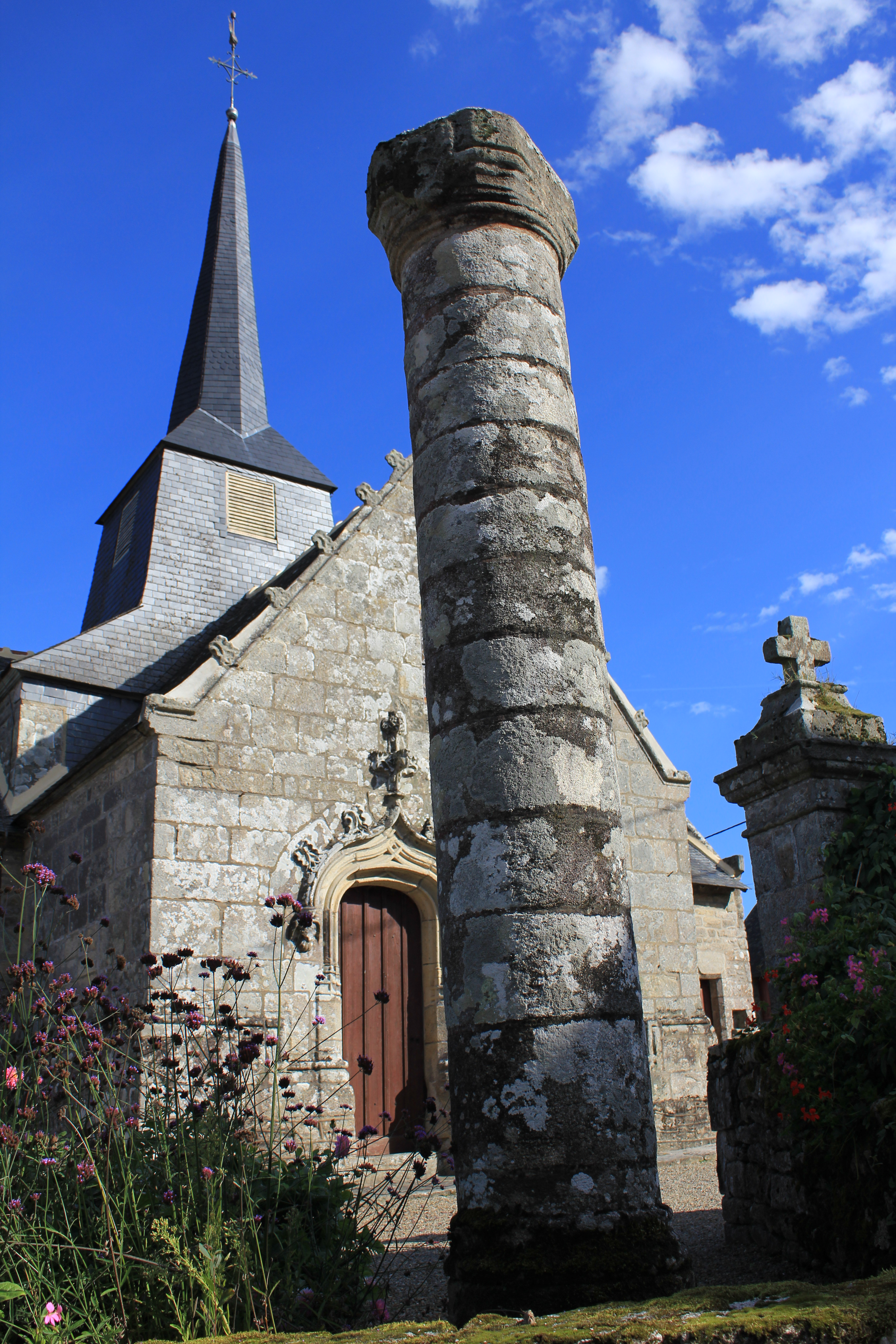